# アリオンテック
アリオンテック株式会社は、山形県山形市に置く企業である。

## 概要
半導体製造装置に使われる石英ガラス、シリコン製部品の製造販売を主力事業としている。2012年に蔵王みはらしの丘に山形市側区域としては初、産業用地としては当時最大規模となる売買契約として第三工場（現在の本社）を新設するなど、2002年の設立以降規模を拡大している。

## 沿革
- 2002年（平成14年）
  - 5月 - 設立。
  - 9月 - 本社工場が山形市の松栄に完成。
- 2003年（平成15年）12月 - フェローテックホールディングスに対する資本提携契約を締結。
- 2006年（平成18年）11月 - 第二工場完成。
- 2010年（平成22年）
  - 2月 - 品質システムの国際規格ISO 9001認証取得。
  - 4月 - 本社内に東北営業所を開設。
- 2012年（平成24年）
  - 3月 - 蔵王みはらしの丘に工場用地取得。
  - 9月 - 環境システムの国際規格ISO 14001認証取得。
  - 11月 - 蔵王みはらしの丘に第三工場完成。
- 2018年（平成30年）12月 - 経済産業省より地域未来牽引企業に選定される[3]。
- 2019年（平成31年）4月 - 本社を現在の蔵王みはらしの丘に移転。第三工場→本社工場、第一工場→第三工場へと名称変更[4]。
- 2021年（令和3年）1月 - 山形市蔵王ジャンプ台の5年間の命名権を取得し「アリオンテック蔵王シャンツェ」となった[5]。

## 営業所
- 関東営業所（東京都新宿区）
- 北陸営業所（富山県富山市）
- 関西営業所（京都府京都市中京区）